# 南インド映画商業会議所
南インド映画商業会議所（みなみインドえいがしょうぎょうかいぎしょ、South Indian Film Chamber of Commerce、略称：SIFCC）は、南インド映画の映画プロデューサー、配給業者、興行主で構成される最高組織であり、タミル・ナードゥ州チェンナイに本部が置かれている。SIFCCはアーンドラ・プラデーシュ州映画商業会議所、カルナータカ州映画商業会議所、タミル・ナードゥ州映画商業会議所から構成されており、1938年に発足した。またチェンナイ国際映画祭の後援組織でもある。